# Јаблоња
Јаблоња (рус. Яблоня) река је у европском делу Русије која протиче преко територија Смоленске области и лева је притока реке Вазузе (део басена реке Волге и Каспијског језера). Протиче преко територије Сичјовског рејона.
Извире код села Јекатеринино, тече у смеру истока и улива се након 51 km тока у мањи залив реке Вазузе заједно са реком Лосмином на око 6 km од града Сичјовке. Некада се сматра и притоком Лосмине, пошто та река на ушћу има већи хидролошки капацитет.